# Mission, Texas
Mission är en stad i Hidalgo County i södra Texas, USA, med drygt 45 000 invånare.